# Druciane oprawki
Druciane oprawki (Woolen Cogwheels) – polski film krótkometrażowy wyprodukowany przez Kineskop Studio na podstawie mini-serialu o tym samym tytule. Został wykonany techniką lalkową. Premiera odbyła się w 2014 roku.
W odróżnieniu od swojego poprzednika, film ma o wiele poważniejszą tematykę, a bohaterowie nie posługują się dialogami.

## Fabuła
Para staruszków Aniela i Konstanty wiodą spokojne życie we dwoje. Ona oddaje się robótkom ręcznym – on z wielkim zapałem pracuje nad pewnym wynalazkiem. Choć ich codzienność wydaje się nadzwyczaj uporządkowana w ich życiu wyraźnie czegoś brakuje. Zmiana, którą przyniesie niecodzienny wynalazek pozwoli im na odkrycie zupełnie nowej perspektywy.

## Obsada
- Krzysztof Grębski – Konstanty
- Beata Rakowska – Aniela
- Tobiasz Kędzierski – Dziecko[1]

## Bohaterowie
- Konstanty – starszy mężczyzna, mąż Anieli. Ma duże wąsy oraz siwe włosy, których cały czas mu ubywa. Nosi druciane okulary oraz koszulę, spodnie i wełniany pulower. Lubi majsterkować, więc całymi dniami przesiaduje w swoim warsztacie.
- Aniela – kobieta w podeszłym wieku, żona Konstantego. Ma siwe włosy i druciane okulary. Nosi sukienkę w kratkę i fartuszek. Jej hobby to dzierganie na drutach.
- Dziecko Anieli i Konstantego – dziecko staruszków, które prawdopodobnie stracili. W zamian uszyli sobie lalkę przypominającą malca.
- Kot Anieli i Konstantego – kot o czarnym futrze. Często przeszkadza Konstantemu w majsterkowaniu.

## Nagrody
- Międzynarodowy Festiwal Filmowy "Nowe Horyzonty" (2015) – III nagroda w konkursie Filmy krótkometrażowe.
- Ogólnopolski Festiwal Polskiej Animacji O!PLA (2016) – I nagroda w kategorii Studyjna.
- Ogólnopolski Festiwal Polskiej Animacji O!PLA (2016) – nagroda specjalna dla animacji poklatkowej z największą liczbą głosów[1].